# Kenneth Klev
Kenneth Ryvoll Klev (* 15. Oktober 1978 in Bærum, Norwegen) ist ein ehemaliger norwegischer Handballspieler, der zuletzt für den norwegischen Erstligisten Haslum HK auflief.
Am 22. Oktober 2008 gab sein bisheriger Verein, der VfL Gummersbach, die einvernehmliche Vertragsauflösung bekannt. Klev gehörte auch der norwegischen Handballnationalmannschaft an. Für Norwegen bestritt er 51 Länderspiele. Die Spielposition des 104 kg schweren Klev war im Rückraum links. In Gummersbach spielte er zu Beginn der Saison 2008/09 bis zu seinem Abschied im Wesentlichen am Kreis.
Von 2008 bis 2012 spielt Kenneth Klev für den Bergischen HC in erster Linie auf seiner Stammposition Rückraum links. In der Saison 2010/2011 gelang ihm mit dem BHC der Aufstieg in die 1. Bundesliga. Die folgende Saison endete jedoch mit dem direkten Abstieg in die 2. Bundesliga, woraufhin Klev zum norwegischen Erstligisten Haslum HK wechselte. Im Juni 2013 beendete er seine Karriere.

## Bisherige Erfolge
(alle mit Sandefjord TIF)
- 4-mal Norwegischer Meister
- 4-mal norwegischer Pokalsieger
- 3-mal Teilnahme an der Champions League.[14]

|  |